# 엘리나 스비톨리나

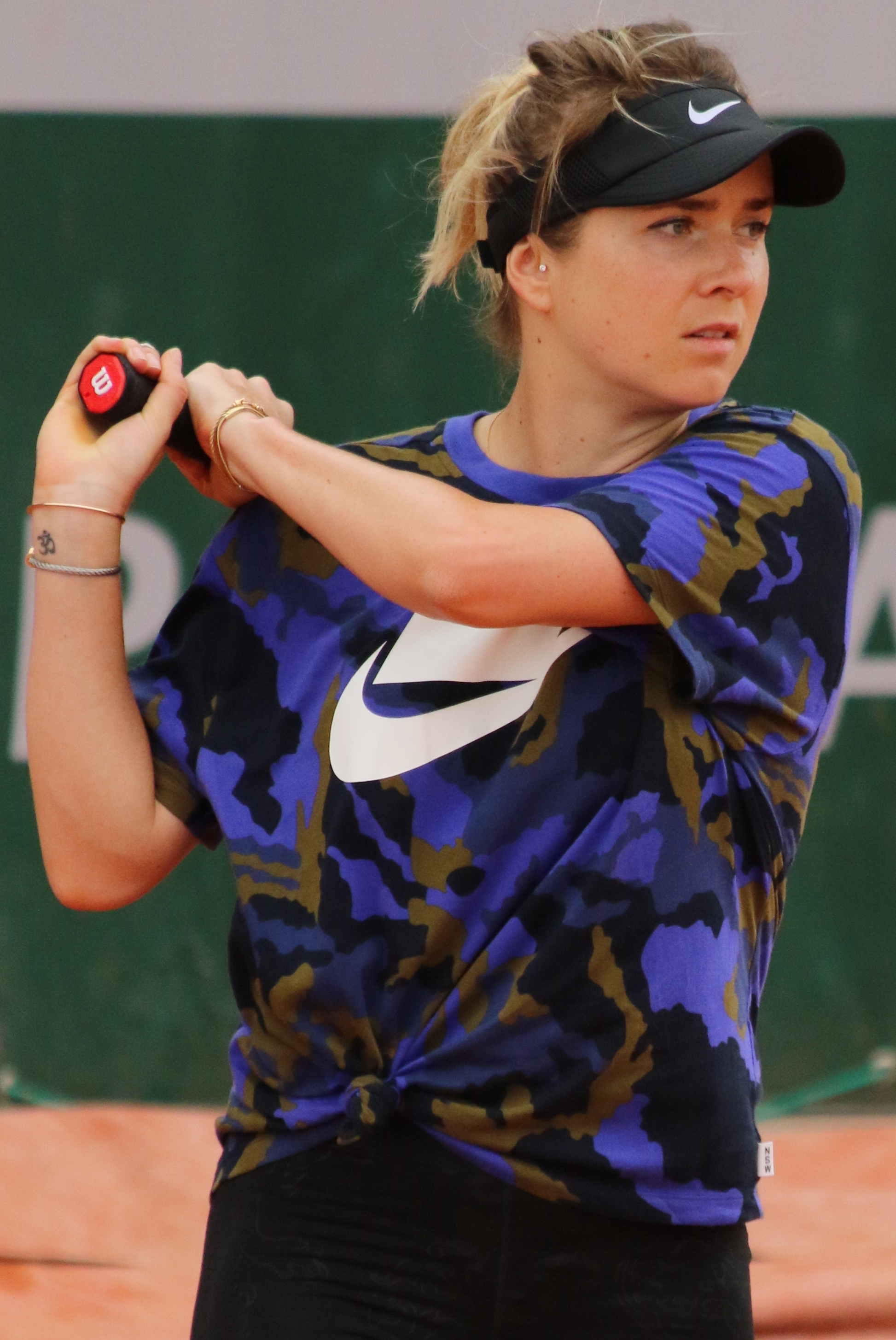

엘리나 미하일리우나 스비톨리나(우크라이나어: Еліна Михайлівна Світоліна, 1994년 9월 12일~)는 우크라이나의 프로 테니스 선수이다. 오데사 출신의 유대인이다. 2010년 프로로 전향했고, 2017년에 세계 랭킹 4위에 올랐다. 2010년 프랑스 오픈 주니어 여자 단식 부문에서 우승했다.

## 같이 보기
- 테니스
- 가엘 몽피스
- 우크라이나